# Sabine Lisicki
Sabine Katharina Lisicki (en alemán: [zaˈbɪnə lɪˈzɪki]) (Troisdorf, Alemania, 22 de septiembre de 1989) es una tenista profesional alemana. A lo largo de su carrera ha ganado cuatro títulos de la WTA en individuales y cuatro en dobles. Se convirtió en profesional en 2006 y su ascenso llegó en 2009, cuando alcanzó los cuartos de final del Campeonato de Wimbledon y ganó su primer título de la WTA en Charleston al derrotar a Caroline Wozniacki en la final. En 2011 ganó su segundo título en Birmingham y fue semifinalista en individuales de Wimbledon, donde también consiguió ser finalista en dobles junto a Samantha Stosur. De este modo se convirtió en la segunda mujer en la historia de Wimbledon en llegar a las semifinales con una tarjeta de invitación. Ganó su tercer torneo WTA en Dallas dos meses después. En 2012, logró subir hasta el puesto doce del ranking WTA y volvió a alcanzar los cuartos de final de Wimbledon al vencer a la número uno del mundo María Sharápova. Ese mismo año representó a Alemania en los Juegos Olímpicos.
En 2013 accedió a la final del Campeonato de Wimbledon tras vencer a la número uno del ranking y campeona defensora Serena Williams y a la número cuatro Agnieszka Radwańska en el camino; en la final fue vencida por Marion Bartoli. En 2014 ganó su cuarto torneo individual en Hong Kong, así como también el torneo Premier Mandatory de Miami en dobles junto a Martina Hingis.
Lisicki es conocida por su potente servicio; fue la segunda jugadora con más aces en 2013 y la sexta en 2014. Actualmente posee el servicio más rápido que se haya registrado en la historia del tenis femenino (210.8KPH en el torneo de Stanford de 2014 contra Ana Ivanović). También retuvo el récord por la mayor cantidad de aces en un solo partido, con 27 aces durante su encuentro de segunda ronda contra Belinda Bencic en el torneo de Birmingham 2015, hasta que fue superado por Kristýna Plíšková en el Abierto de Australia de 2016.
Su mejor posición individual en el ranking WTA ha sido la número doce, y su actual posición es la número 144.

## Biografía y vida personal
Sus padres emigraron a Alemania Occidental desde Polonia en 1979; su padre, Dr. Richard Lisicki, es de ascendencia alemana y polaca, y su madre, Elisabeth, es polaca. Su padre, quien la introdujo al tenis cuando tenía siete años, es su entrenador y su madre, es pintora de cerámica. Lisicki actualmente vive en Bradenton, Florida. Habla con fluidez alemán, inglés y polaco. Su actividades fuera de la cancha incluyen la lectura, la música y el atletismo. En 2011 fue diagnosticada con intolerancia al gluten.

## Carrera

### 2002—2007: Carrera júnior y debut profesional
Lisicki jugó en el circuito júniors de la ITF desde 2002 hasta 2006. Ganó dos títulos en individuales y dos en dobles, todos entre 2003 y 2004. En 2005, ganó dos partidos para clasificar al cuadro principal individual del Campeonato de Wimbledon júnior, donde fue derrotada en primera ronda por Chan Yung-jan. Su mejor ranking individual en dicho circuito fue el número 92.
Antes de convertirse en profesional oficialmente, Lisicki empezó a jugar eventos profesionales del circuito ITF en 2004, con solo catorce años. Consiguió su primera semifinal en individuales y su primera final en dobles en tan solo su quinto torneo profesional, un torneo de $ 10 000 en Mollerusa, España, en agosto de 2004. Ese mismo año se incorporó como alumna de tiempo completo en la Academia IMG de Tenis de Nick Bolletieri en Bradenton, Florida.
Hizo su debut en el circuito WTA en el año 2005 al recibir tarjetas de invitación para las rondas de clasificación de los torneos de Berlín, Cincinnati y Filderstadt, sin conseguir éxito. En 2006 entró por primera vez al cuadro principal de un torneo WTA en Berlín, por invitación, perdiendo en primera ronda ante Mara Santangelo en tres parciales. En julio de ese mismo año, Lisicki se convirtió en profesional oficialmente y se concentró en el circuito profesional de la ITF.
Lisicki tuvo una exitosa temporada ITF en 2007, consiguiendo ganar dos torneos de $ 25 000 y alcanzando otras dos finales, una de las cuales perdió ante Angelique Kerber. Gracias a estos resultados, Lisicki subió por primera vez a las primeras 200 tenistas del ranking WTA en diciembre. Ese año, Lisicki obtuvo un récord individual de partidos ganados–perdidos de 33–14 (70% de partidos ganados).

### 2008: Ascenso, primeras cincuenta del ranking
Gracias a su ranking, Lisicki pudo participar en la clasificación del Abierto de Australia 2008, su primera vez disputando uno de los torneos del Grand Slam. Ganando los tres partidos de clasificación, logró avanzar al cuadro principal, donde derrotó a la sembrada número dieciséis Dinara Safina en la primera ronda. Dicho resultado marcó la primera victoria de Lisicki en un cuadro principal del circuito WTA. Consiguió avanzar a la tercera ronda del torneo, donde fue derrotada por Caroline Wozniacki en tres sets. Lisicki subió 64 posiciones en el ranking gracias a este resultado, al puesto 130.
Usando una tarjeta de invitación para el cuadro principal, avanzó a los octavos de final del Masters de Miami, un torneo Tier I, donde venció a la número seis del ranking Anna Chakvetadze en la tercera ronda, consiguiendo así su primera victoria ante una jugadora posicionada entre las primeras diez del ranking WTA. Fue derrotada en octavos por Elena Dementieva. Tras su victoria en primera ronda en el Tier I de Berlín, Lisicki accedió por primera vez a las primeras cien tenistas del ranking WTA, al puesto 89.
Lisicki llegó a su primera final WTA en Taskent, donde perdió en tres sets ante Sorana Cîrstea. Culminó la temporada 2008 en el puesto 57 del ranking, siendo su posición más alta la número 49.

### 2009—2010: Primer título WTA
Durante la temporada 2009 Sabine ganó su primer título WTA en el torneo Premier de Charleston, jugado sobre arcilla verde, al derrotar en la final a la danesa Caroline Wozniacki (número doce del ranking) en sets corridos, además venció a la número cinco del ranking Venus Williams y a la número trece Marion Bartoli en el camino.
Su resultado más importante en todo el año fue llegar por primera vez a los cuartos de final del Campeonato de Wimbledon, venciendo en el proceso a la número cinco y recién campeona de Roland Garros Svetlana Kuznetsova y a la número nueve Caroline Wozniacki. Sabine fue vencida en los cuartos de final por la rusa Dinara Sáfina, la número uno del ranking, en tres sets.

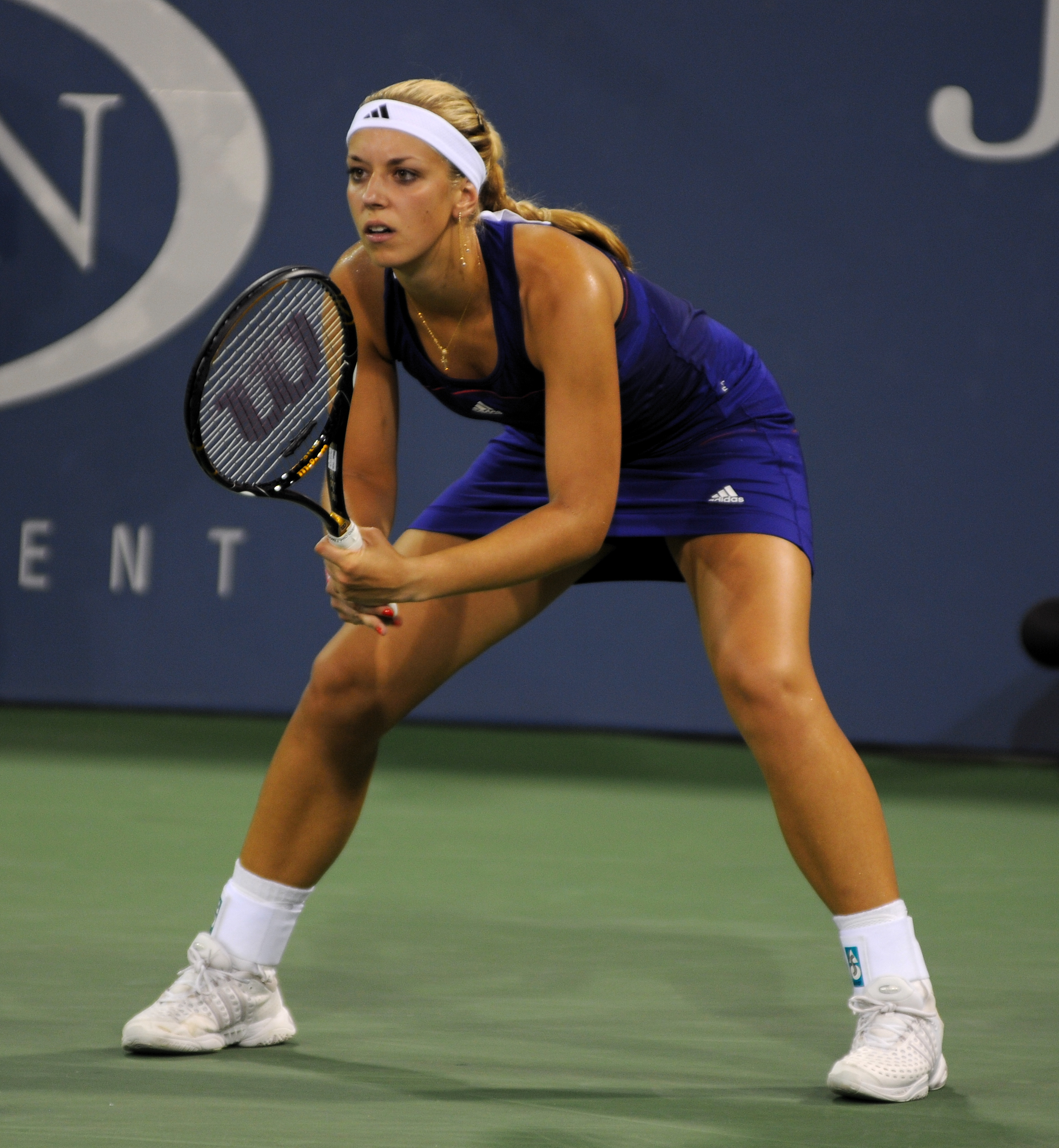
Lisicki en su partido contra Coco Vandeweghe en el Abierto de Estados Unidos 2010.

Otros de sus mejores resultados durante esta temporada incluyen su tercera final WTA en Luxemburgo, las semifinales de Memphis y los cuartos de final de Estoril, donde se retiró por lesión en el hombro. Lisicki culminó una positiva temporada 2009 como n.º 23 del mundo.
Lisicki sufrió una torcedura en el tobillo izquierdo durante la segunda ronda del Abierto de Estados Unidos 2009, dicha lesión luego se agravaría en la temporada siguiente durante Indian Wells. La lesión fue grave, Sabine estuvo alejada de las canchas por cinco meses y requirió de una minuciosa rehabilitación que la dejó limitada a usar muletas.
Lisicki ha comentado que su pasión por el juego fue la fuerza impulsora detrás de su regreso, pero también se inspiró en la biografía de Hermann Maier, un esquiador austriaco que estuvo a punto de perder su pierna después de un accidente en motocicleta, pero luego de recuperarse volvió y fue medallista olímpico en los Juegos Olímpicos de Invierno.
Regresó a las canchas en agosto, a tiempo para el Abierto de Estados Unidos 2010, donde perdió en segunda ronda ante la número siete del mundo y eventual finalista del torneo Vera Zvonareva en sets corridos. Lisicki participó en un total de diez torneos en la temporada 2010 y la culminó en la posición 179 del ranking.

### 2011: Resurgencia y semifinal de Wimbledon
Sabine comenzó la temporada 2011 jugando las rondas de clasificación de varios torneos debido a que su bajo ranking no era suficiente para entrar a los cuadros principales.
Gracias a su previo éxito en el torneo de Charleston 2009, la WTA le ofreció múltiples tarjetas de invitación en el transcurso del primer semestre del año; entre sus mejores resultados estuvieron los cuartos de final de Stuttgart, donde también ganó su primer título en dobles junto a Samantha Stosur. Finalmente volvió a las primeras cien del ranking individual en mayo.
Sabine jugó la clasificación de Roland Garros y clasificó al cuadro principal sin perder sets, se enfrentó ante la número tres del mundo Vera Zvonareva en la segunda ronda y perdió en tres apretados sets; sufrió calambres y mareos durante el set decisivo y perdió un punto para partido estando arriba 5–2, luego perdería el set 5–7. Sabine tuvo que abandonar la cancha en un camilla al finalizar el partido. Luego se comunicó que su colapsamiento se debía a un reciente diagnóstico de intolerancia al gluten, por el cual posteriormente se sometió a cambios en su rutina alimenticia.

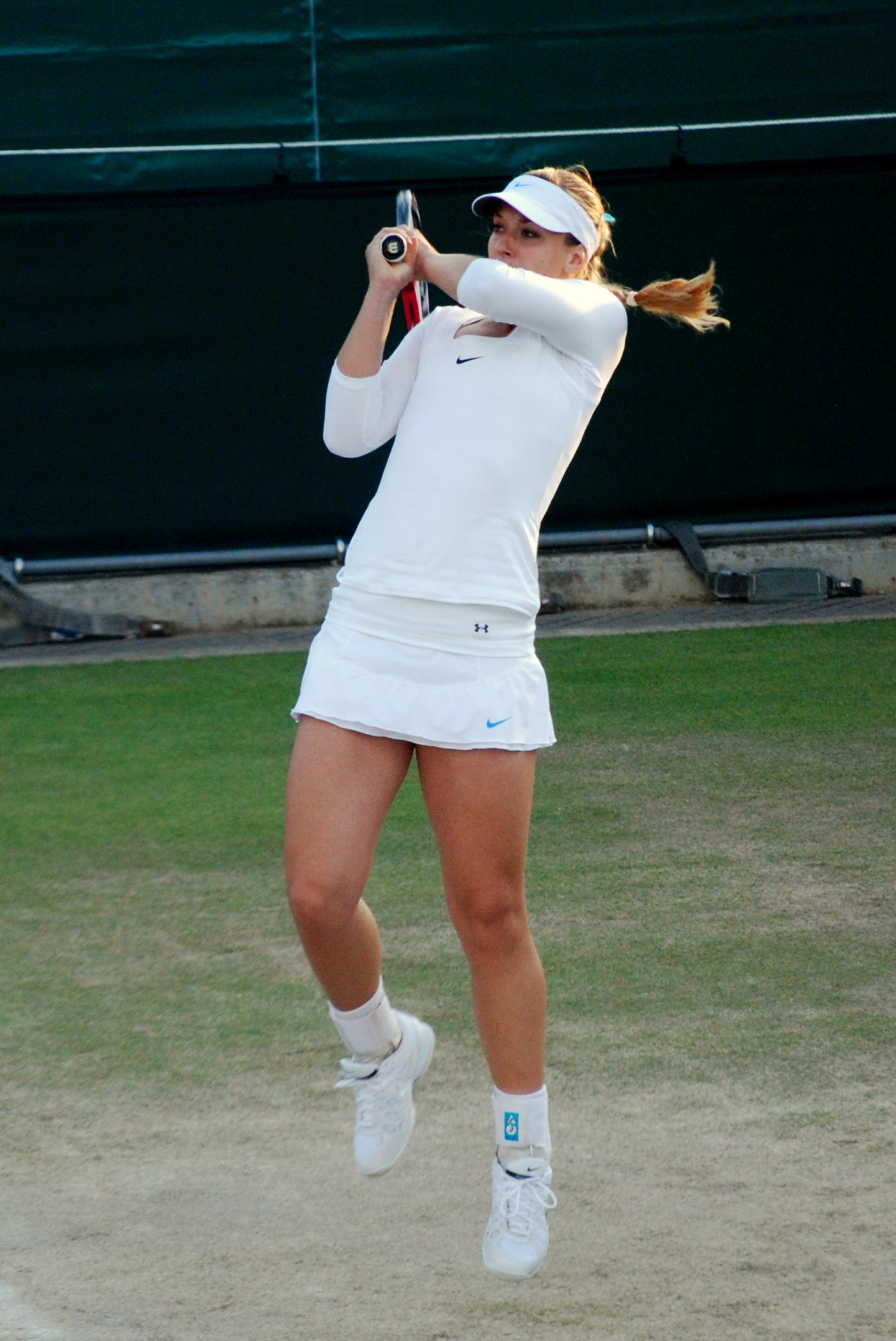
Lisicki durante la semifinal de dobles femeninos del Campeonato de Wimbledon 2011.

En junio ganó su segundo título WTA en Birmingham, jugado sobre césped, al vencer a la eslovaca Daniela Hantuchová en la final por sets corridos. Lisicki aceptó una controvertida tarjeta de invitación para Wimbledon, esta era su cuarta invitación del año y excedía el límite impuesto por la WTA, sin embargo, se aclaró que las tarjetas de invitación de los Grand Slams no cuentan para la mencionada regla.
Lisicki tendría éxito de nuevo en Wimbledon al llegar por primera vez a las semifinales, sorprendiendo a la número tres del mundo Li Na en una cerrado partido de segunda ronda donde salvó dos puntos para partido y a la número nueve Marion Bartoli en los cuartos de final. Su pase a la final fue finalmente impedido por la rusa María Sharápova, número cinco del mundo. En el mismo torneo alcanzó la final de dobles femenino junto a Samantha Stosur. Lisicki fue la primera alemana en doce años en alcanzar la semifinal individual de un Grand Slam desde que Steffi Graf lo hiciera en 1999, también en Wimbledon. Fue la segunda jugadora en la historia del torneo en llegar a las semifinales con una tarjeta de invitación.
Sus excelentes resultados se vieron reflejados en el ranking individual WTA, al subir del 62.º al 26.º después de Wimbledon.
Continuó una temporada exitosa llegando a las semifinales en las canchas duras de Stanford donde perdió contra Serena Williams y a los cuartos en San Diego. En agosto ganó el tercer título WTA de su carrera en el torneo de Dallas y como resultado entró a las primeras 20 del ranking por primera vez en su carrera. Fue vencida en la cuarta ronda del Abierto de Estados Unidos por Vera Zvonareva.
Habiendo sido n.º 218 a principios de marzo, siete meses después finalizó la temporada 2011 como la número quince. Le fue otorgado el título de «jugadora regreso del año» por la WTA.

### 2012: Éxito limitado por lesiones, participación en los Juegos Olímpicos
Lisicki llegó a los cuartos de final de Auckland, donde se enfrentó a su compatriota Angelique Kerber. Fue forzada a retirarse del partido abajo 4–6, 3–4 debido a una lesión de la espalda.
Lisicki alcanzó por primera vez la cuarta ronda del Abierto de Australia donde perdió ante María Sharápova en tres sets. Fue elegida para representar a Alemania en los cuartos de final de la Fed Cup ante República Checa, jugados en la ciudad alemana de Stuttgart. Sabine perdió sus partidos ante Iveta Benešová en sets corridos y ante la número dos del ranking WTA Petra Kvitova en tres sets, ocasionando la eventual eliminación de Alemania. Fue cuartofinalista en el torneo Premier de Dubái, donde fue vencida por la polaca y número seis Agnieszka Radwanska. Logró llegar a los octavos de final del torneo Premier Mandatory de Miami antes de ser vencida por la china Li Na.

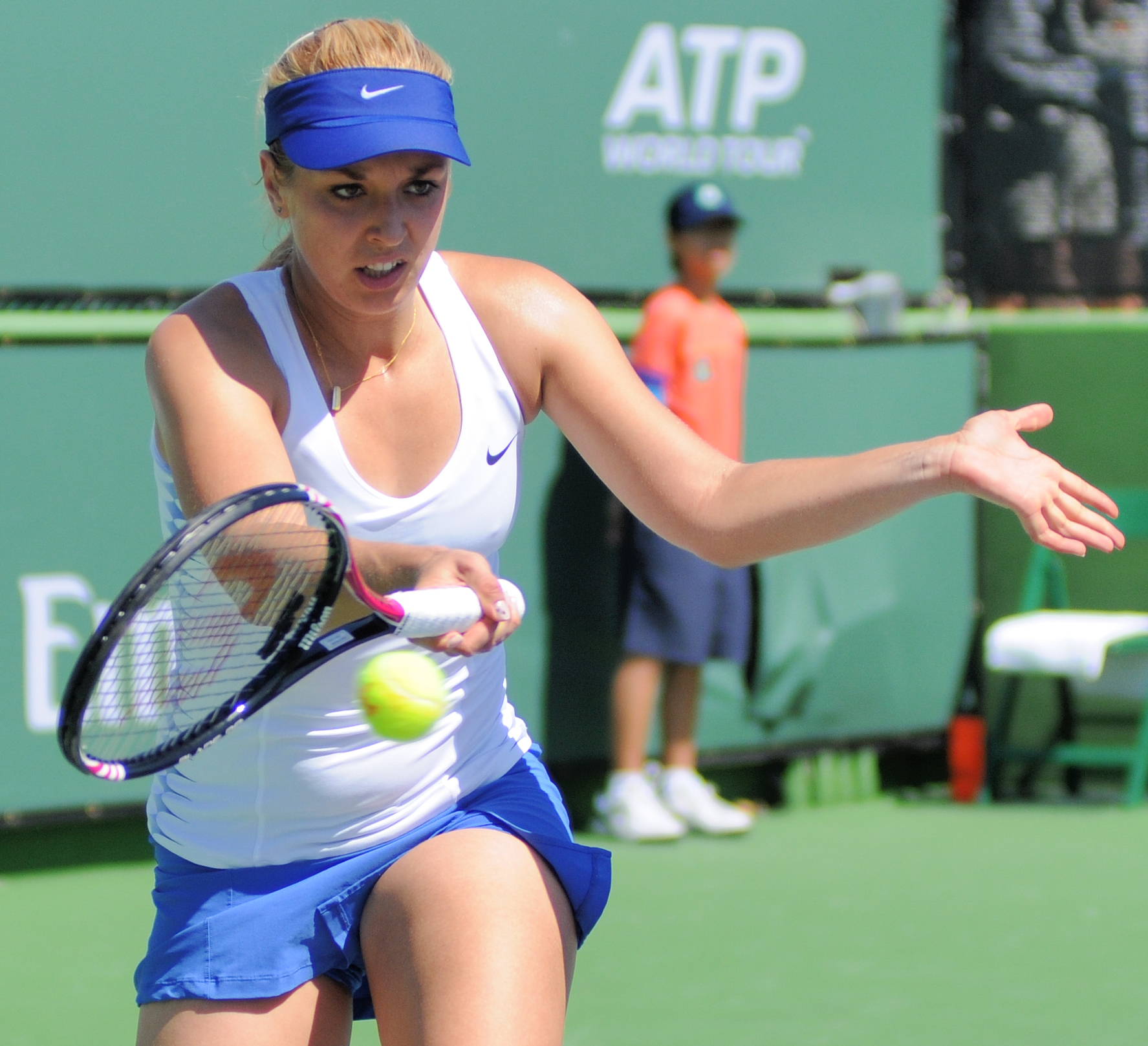
Sabine durante la segunda ronda del torneo de Indian Wells 2012, donde perdió ante la española Lourdes Domínguez Lino.

A principios de abril, Lisicki sufrió una caída durante los cuartos de final del torneo de Charleston contra Serena Williams, que le ocasionó una nueva lesión en el tobillo izquierdo, retirándose antes de terminar el primer set.
Lisicki volvió con dificultad al circuito en mayo, perdiendo cuatro partidos consecutivos, incluido su partido de primera ronda en Roland Garros.
Rompió la mala racha en las canchas de césped de Wimbledon. Allí pudo alcanzar los cuartos de final de nuevo, venciendo a la joven serbia Bojana Jovanovski en la segunda ronda por cerrados parciales de 3–6, 6–2, 8–6. Más notablemente venció a la número uno del mundo y reciente campeona de Roland Garros María Sharápova en la cuarta ronda en sets corridos. Sabine perdería un dramático partido ante Angelique Kerber en los cuartos de final, salvando tres puntos para partido en el segundo set, forzando un tercer set que luego perdería a pesar de haber sacado para el partido.
Representó a Alemania en los Juegos Olímpicos en Londres en las modalidades individual, dobles y dobles mixtos, con césped como superficie. Llegó hasta los octavos de final en individuales, siendo vencida por Maria Sharápova en tres sets. Su participación más notable fue en los dobles mixtos junto a Christopher Kas, juntos accedieron a las semifinales donde fueron eliminados por los británicos Andy Murray y Laura Robson. En el partido por las medallas de bronce, perdieron en un tiebreak decisivo contra los estadounidenses Lisa Raymond y Mike Bryan.
Lisicki volvería a tener una mala racha el resto del año, perdiendo en primera ronda en otros cinco torneos que incluyeron al Abierto de Estados Unidos. No alcanzó la semifinal de ningún torneo este año. La temporada fue estropeada por lesiones y enfermedades que le ocasionaron retirarse de una gran cantidad de torneos.
Su posición más alta fue la número doce en mayo, pero terminaría la temporada como 37.

### 2013: Final de Wimbledon, regreso a las primeras veinte
Sabine empezó la temporada 2013 en el torneo Premier de Brisbane, derrotó a la checa y número dieciséis Lucie Safarova en primera ronda pero cayó en la siguiente ronda ante la número uno Victoria Azarenka, colocándose así 0–4 en partidos contra la bielorrusa. La derrota aseguró que no tendría preclasificación para el Abierto de Australia, quedando fuera de la preclasificación de un Grand Slam por primera vez desde Wimbledon 2011. En Melbourne perdió en primera ronda ante la número diez Caroline Wozniacki en tres sets.

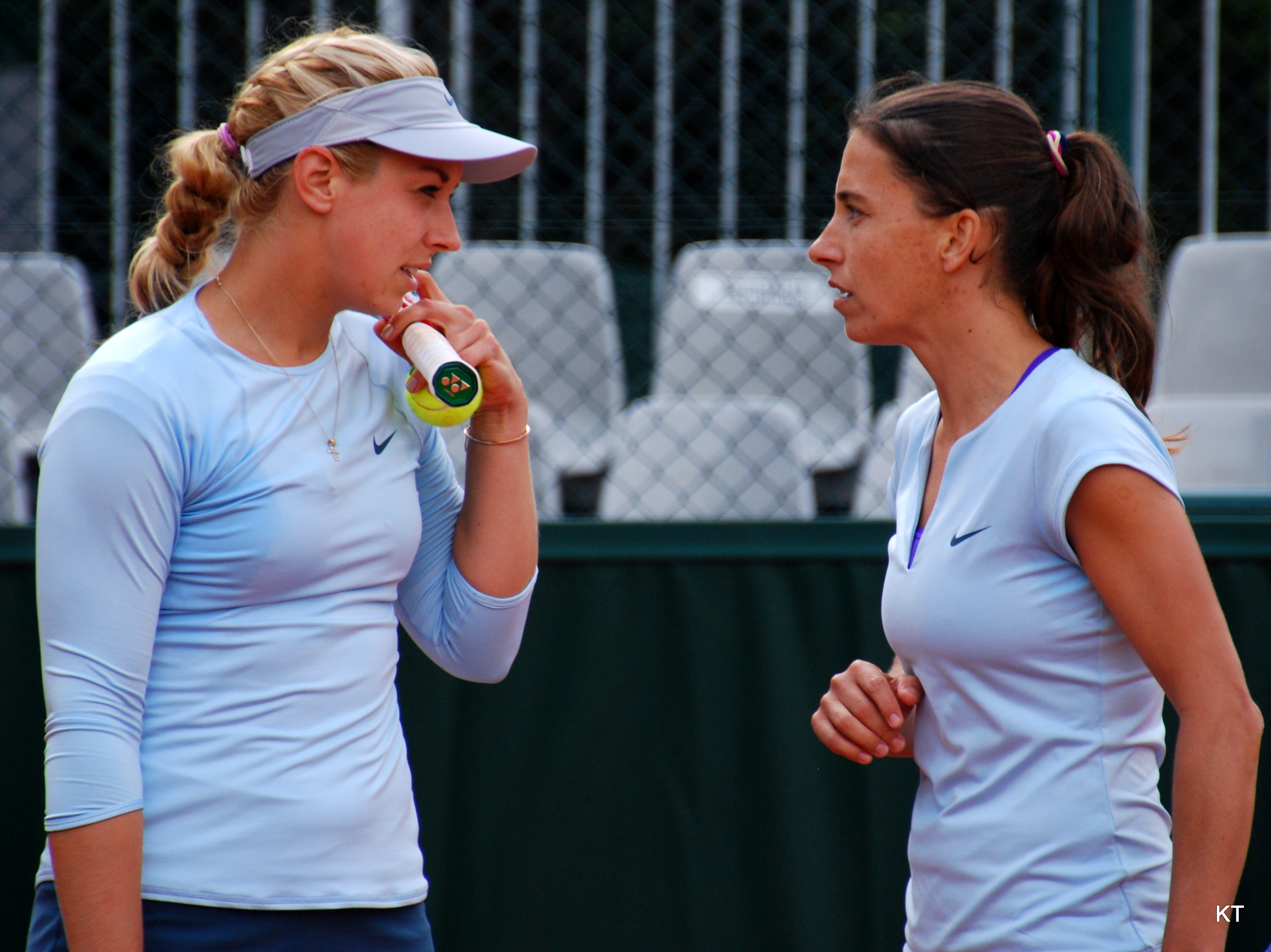
Sabine y Janette Husárová durante el torneo de Roland Garros 2013.

En el torneo International de Pattaya City Sabine alcanzó la final, donde fue vencida por la decimoquinta del ranking Maria Kirilenko 7–6(1) en el tercer set. En la Fed Cup, dio una victoria a Alemania en individuales contra Francia y otra en dobles contra Serbia, accedieron así al grupo principal para el siguiente año.
Llegó a su segunda final del año en Memphis, donde se retiró después de perder el primer set contra la neozelandesa Marina Erakovic debido a una enfermedad que luego le prohibió participar en Indian Wells. Al ser vencida en el Premier Mandatory de Miami por la rumana Simona Halep en tres sets, Sabine culminó la primera parte de la temporada de pista dura con un récord de 10–5. Sabine enfrentaría intermitentes cambios de coentrenadores durante los primeros meses del año, entre ellos Ricardo Sánchez y Robert Orlik.
Alcanzó los cuartos de final en Stuttgart, venciendo por primera vez en cuatro intentos a la serbia y ex número uno mundial Jelena Jankovic en segunda ronda. En Stuttgart también ganó su segundo torneo en dobles junto a Mona Barthel. Luego accedió a los octavos de final del Premier Mandatory de Madrid. Adquirió así una preclasificación para el torneo de Roland Garros, donde fue eliminada en la tercera ronda por la número cinco Sara Errani; el torneo también marcó la contratación de Wim Fissette (exentrenador de Kim Clijsters).
En el césped del torneo de Birmingham, preparatorio para Wimbledon, la alemana perdió en los cuartos de final ante la americana Alison Riske en un partido controvertido donde Sabine pidió una penalización para su rival por gritar «¡Vamos!» antes de finalizar el punto, la petición le fue negada y muy pronto perdería el cerrado partido en el tercer set. El resultado le aseguró la preclasificación número veintidós en el Campeonato de Wimbledon; allí consiguió buenas victorias ante la rusa Yelena Vesnina, reciente campeona del torneo de Eastbourne (jugado sobre césped) y la número trece del ranking Samantha Stosur. En la cuarta ronda Lisicki resolvió un difícil encuentro ante la americana Serena Williams, número uno del ranking y campeona defensora del torneo. 
Los parciales fueron de 6–2, 1–6 y 6–4 a favor de la alemana en un partido de dos horas y cinco minutos de duración. La victoria de Lisicki puso fin a una racha de 34 victorias seguidas de Serena, la más larga de su carrera.
Es la cuarta vez consecutiva que Lisicki vence a la campeona reinante del torneo de Roland Garros en Wimbledon, teniendo en cuenta que no participó en el torneo en 2010. Venció anteriormente a Svetlana Kuznetsova en 2009, Li Na en 2011 y María Sharápova en 2012. Accedió a la semifinal, donde venció a la finalista del año anterior y número cuatro del ranking Agnieszka Radwańska en tres sets, el último llegando a 9–7. Lisicki se enfrentó a Marion Bartoli en la final, la que perdió por parciales de 1–6, 4–6.
Sabine volvió a las veinte mejores del ranking con su aparición en la final.
No tuvo mayor éxito en los torneos de Cincinnati, New Haven o en el Abierto de Estados Unidos. Siguió trabajando con su padre Richard al culminar el fichaje de su co-entrenador Wim Fissette a finales de septiembre. Consiguió llegar a los octavos de final en el torneo Premier Mandatory de Pékin, pero fue vencida por la local y número cinco Li Na. En su último torneo ese año, Sabine llegó a las semifinales del torneo de Luxemburgo, siendo vencida en sets corridos por la eventual campeona Caroline Wozniacki. Finalizó la temporada 2013 en el puesto número quince del ranking. Fue la segunda jugadora en el circuito con más aces, después de Serena Williams. Este año tuvo un porcentaje de 73.7% de juegos ganados con su servicio y 70.7% de puntos ganados con el primer servicio, posicionándola como quinta en todo el circuito en ambas categorías.

### 2014: Récord del servicio más rápido y cuarto título WTA
La temporada 2014 comenzó en Brisbane, donde se retiró del torneo después de ganar la primera ronda debido a una enfermedad. Luego fue vencida en segunda ronda del Abierto de Australia por Monica Niculescu en tres sets. Se dejó a conocer que la ex número uno del mundo Martina Hingis sería la nueva entrenadora de Sabine y además jugaría ocasionalmente dobles con ella, confirmando así el regreso de la suiza a las canchas. El contrato continuó hasta junio de ese año, pero ambas siguieron jugando dobles esporádicamente.

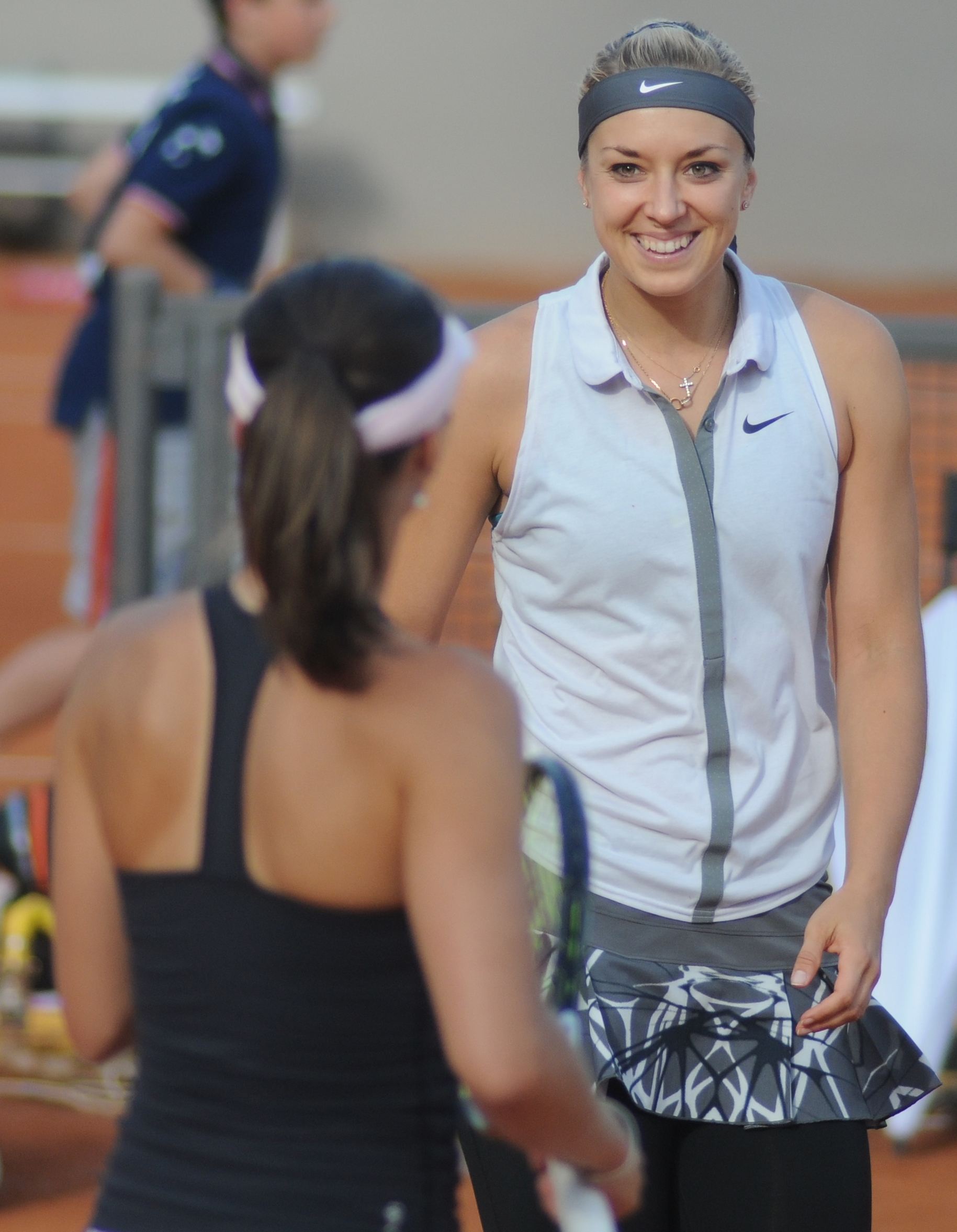
Sabine junto a Martina Hingis durante la primera ronda de dobles del torneo Premier 5 de Roma 2014.

Consiguió el título en dobles en el Premier Mandatory de Miami junto a Hingis, su tercer título en dobles y el primero fuera de las canchas de arcilla indoors de Stuttgart. La primera mitad de su temporada se vio afectada por una lesión en el hombro derecho, Sabine tenía un récord de 5–6 en lo que iba del año en individuales antes del Premier Mandatory de Madrid. En Madrid alcanzó los octavos de final donde fue vencida por Simona Halep en tres sets. No fue elegida para jugar la semifinal de la Fed Cup ante Australia. Más tarde fue forzada a retirarse durante su partido de segunda ronda de Roland Garros ante su compatriota Mona Barthel con una lesión de muñeca causada durante el partido.
En Wimbledon mostró un buen desempeñó de nuevo, con la preclasificación número diecinueve, venció a la ascendente checa Karolína Plíšková en la segunda ronda, a la número once del ranking Ana Ivanović en la tercera y a la kazaja Yaroslava Shvedova en la cuarta, en este último partido su desempeño se vio afectado por su lesión de hombro. Fue finalmente eliminada por la número tres del mundo Simona Halep en los cuartos de final, solo ganando cuatro juegos. Sabine mejoró su récord en Wimbledon a 23–6.
Luego de Wimbledon Lisicki contrató como entrenador al francés Guillaume Peyre (exentrenador de Richard Gasquet) hasta el Abierto de Estados Unidos. En la temporada asiática/europea fichó al exjugador alemán Marc-Kevin Goellner. Lisicki superaría su lesión para así mejorar su desempeño general en las canchas duras norteamericanas; a pesar de perder ante Ana Ivanović en sets corridos en Stanford, realizó el servicio más rápido jamás registrado en la historia del tenis femenino (131.0MPH o 210.8KPH). Más tarde le fue otorgado el certificado del récord Guinness. Sabine accedió a los octavos de final del torneo de Montreal, vencida por la eventual campeona Agnieszka Radwanska en tres sets y también a los octavos de Cincinnati, perdiendo de nuevo ante Radwanska en sets corridos. Fue derrotada en la tercera ronda del Abierto de Estados Unidos por la rusa María Sharápova, número cinco del ranking, en sets corridos.
Ganó su cuarto título WTA en el torneo International de Hong Kong venciendo a Karolína Plíšková por parciales de 7–5 y 6–3, Sabine estuvo abajo 1–5 en el primer set.
En el resto de la temporada asiática/europea obtuvo resultados inconsistentes; produjo victorias ante Lucie Safarova en el torneo de Wuhan y ante la número siete del mundo Eugenie Bouchard en el torneo de Pekín (accediendo así a los octavos); culminó la temporada en Luxemburgo siendo vencida en segunda ronda por la checa Denisa Allertova, jugadora fuera de las primeras cien del mundo. 
Lisicki terminó la temporada en el puesto 27 del ranking.

### 2015
Durante la pretemporada en diciembre de 2014, Lisicki contrató como instructor al exjugador ATP alemán Christopher Kas, con el que jugó dobles mixtos en los Juegos Olímpicos de Londres en 2012. En su primer partido del año en el torneo de Brisbane perdió ante Yaroslava Shvedova en tres sets a pesar de haber ganado el primer parcial por 6–0. Participó en dobles junto a su exentrenadora Martina Hingis y terminarían ganando el torneo sin ceder sets; este fue el cuarto título en dobles en la carrera de la alemana. Seguiría la temporada con duras derrotas en primera ronda en Sídney y en el Abierto de Australia, ambas en tres sets; más notablemente en Sídney ante la española y número diecisiete Carla Suárez Navarro, 6–7(4) en el tercer parcial. Le concedió una victoria en dobles al equipo de Alemania en la Fed Cup, que avanzó a las semifinales.
En marzo, tras derrotas en primera ronda en los torneos de Doha y Kuala Lumpur, Lisicki tenía un récord de victorias–derrotas de 1–6 en la temporada, la única victoria en el Premier 5 de Dubái ante Monica Niculescu. Lisicki entró al torneo Premier Mandatory de Indian Wells como la preclasificada número 24, recibió así un pase inmediato a la segunda ronda donde enfrentó y venció a Roberta Vinci en tres sets, consiguiendo así su primera victoria en el torneo en seis participaciones. En las siguientes rondas vencería a la decimosegunda del ranking Sara Errani y a la francesa Caroline Garcia (quien venía de ser finalista en dos torneos WTA en Monterrey y Acapulco), ambas en sets corridos. Accedió así por primera vez a los cuartos de final de un torneo Premier Mandatory, allí sorprendió a la campeona defensora Flavia Pennetta por parciales de 6–4, 6–7(3), 7–6(4); salvó tres puntos de partido de la italiana en el tercer set, y la alemana había perdido un punto para partido en el segundo. En las semifinales perdió en tres sets ante la serbia Jelena Jankovic. Continuó con su buen desempeño en el torneo Premier Mandatory de Miami, donde venció a su compatriota Julia Görges, a la número seis del ranking Ana Ivanović y a la número trece Sara Errani para alcanzar los cuartos de final por primera vez. Allí fue vencida por la número uno Serena Williams por 6–7(4), 6–1, 3–6. Sabine perdió un punto para set en el primer parcial. Sabine volvió a las primeras veinte del ranking WTA como resultado.

## Torneos de Grand Slam

### Individual

#### Finalista (1)
| Año  | Campeonato | Oponente       | Resultado |
| 2013 | Wimbledon  | Marion Bartoli | 1-6, 4-6  |

### Dobles

#### Finalista (1)
| Año  | Campeonato | Pareja          | Oponentes                        | Resultado |
| 2011 | Wimbledon  | Samantha Stosur | Květa Peschke Katarina Srebotnik | 3-6, 1-6  |

## Títulos WTA (8; 4+4)

### Individual (4)
| Leyenda: Antes de 2009     | Leyenda: A partir de 2009 |
| -------------------------- | ------------------------- |
| Grand Slam (0)             |                           |
| Juegos Olímpicos (0)       |                           |
| WTA Tour Championships (0) |                           |
| Tier I (0)                 | Premier Mandatory (0)     |
| Tier II (0)                | Premier 5 (0)             |
| Tier III (0)               | Premier (1)               |
| Tier IV & V (0)            | International (3)         |

| N.º | Fecha                    | Torneo     | Superficie    | Oponente en final  | Resultado |
| 1.  | 19 de abril de 2009      | Charleston | Tierra batida | Caroline Wozniacki | 6-2, 6-4  |
| 2.  | 13 de junio de 2011      | Birmingham | Hierba        | Daniela Hantuchová | 6-3, 6-2  |
| 3.  | 27 de agosto de 2011     | Dallas     | Dura          | Aravane Rezai      | 6-2, 6-1  |
| 4.  | 14 de septiembre de 2014 | Hong Kong  | Dura          | Karolína Plíšková  | 7-5, 6-3  |

#### Finalista (5)
| N.º | Fecha                 | Torneo       | Superficie | Oponente en final | Resultado        |
| 1.  | 5 de octubre de 2008  | Taskent      | Dura       | Sorana Cîrstea    | 6-2, 4-6, 6-7(4) |
| 2.  | 22 de octubre de 2009 | Luxemburgo   | Dura       | Timea Bacsinszky  | 2-6, 5-7         |
| 3.  | 3 de febrero de 2013  | Pattaya City | Dura       | María Kirilenko   | 7-5, 1-6, 6-7(1) |
| 4.  | 23 de febrero de 2013 | Memphis      | Dura       | Marina Erakovic   | 1-6, ret.        |
| 5.  | 6 de julio de 2013    | Wimbledon    | Hierba     | Marion Bartoli    | 1-6, 4-6         |

### Dobles (4)
| Leyenda: Antes de 2009     | Leyenda: A partir de 2009 |
| -------------------------- | ------------------------- |
| Grand Slam (0)             |                           |
| Juegos Olímpicos (0)       |                           |
| WTA Tour Championships (0) |                           |
| Tier I (0)                 | Premier Mandatory (1)     |
| Tier II (0)                | Premier 5 (0)             |
| Tier III (0)               | Premier (3)               |
| Tier IV & V (0)            | International (0)         |

| N.º | Fecha               | Torneo    | Superficie        | Pareja          | Oponente en final                  | Resultado        |
| 1.  | 24 de abril de 2011 | Stuttgart | Tierra batida (i) | Samantha Stosur | Kristina Barrois Jasmin Wöhr       | 6-1, 7-6(5)      |
| 2.  | 28 de abril de 2013 | Stuttgart | Tierra batida (i) | Mona Barthel    | Bethanie Mattek-Sands Sania Mirza  | 6-4, 7-5         |
| 3.  | 30 de marzo de 2014 | Miami     | Dura              | Martina Hingis  | Yekaterina Makarova Yelena Vesnina | 4-6, 6-4, [10-5] |
| 4.  | 10 de enero de 2015 | Brisbane  | Dura              | Martina Hingis  | Caroline Garcia Katarina Srebotnik | 6-2, 7-5         |

#### Finalista (1)
| N.º | Fecha              | Torneo    | Superficie | Pareja          | Oponente en final                | Resultado |
| 1.  | 2 de julio de 2011 | Wimbledon | Hierba     | Samantha Stosur | Kveta Peschke Katarina Srebotnik | 3-6, 1-6  |

## Clasificación en torneos de alta categoría de la WTA

### Individuales
| Torneo                           | 2008  | 2009         | 2010         | 2011         | 2012         | 2013         | 2014         | 2015         | 2016         | 2017         | G-P   |
| -------------------------------- | ----- | ------------ | ------------ | ------------ | ------------ | ------------ | ------------ | ------------ | ------------ | ------------ | ----- |
| Torneos Grand Slam               |       |              |              |              |              |              |              |              |              |              |       |
| Abierto de Australia             | 3R    | 2R           | 2R           | C2           | 4R           | 1R           | 2R           | 1R           | 2R           | A            | 9–8   |
| Roland Garros                    | 2R    | 1R           | A            | 2R           | 1R           | 3R           | 2R           | 3R           | 1R           | A            | 7–8   |
| Wimbledon                        | 1R    | CF           | A            | SF           | CF           | F            | CF           | 3R           | 3R           | 1R           | 27–9  |
| Abierto de los EE. UU.           | 2R    | 2R           | 2R           | 4R           | 1R           | 3R           | 3R           | 4R           | 1R           |              | 12–9  |
| Ganados-Perdidos                 | 4–4   | 6–4          | 2–2          | 8–3          | 7–4          | 10–4         | 8–4          | 7–4          | 3–4          | 0-1          | 55–34 |
| Representación nacional          |       |              |              |              |              |              |              |              |              |              |       |
| JJ. OO. de Verano                | A     | No disputado | No disputado | No disputado | 3R           | No disputado | No disputado | No disputado | A            | ND           | 2–1   |
| Fed Cup                          | CF    | REP          | A            | REP          | CF           | REP          | A            | SF           | A            | A            | 5–6   |
| Torneos Premier Mandatory/Tier I |       |              |              |              |              |              |              |              |              |              |       |
| Indian Wells                     | 1R    | 1R           | 2R           | C1           | 2R           | A            | 2R           | SF           | 2R           | A            | 4–7   |
| Miami                            | 4R    | 2R           | 2R           | 3R           | 4R           | 1R           | 3R           | CF           | 2R           | A            | 12–8  |
| Madrid                           | ND    | A            | A            | A            | A            | 3R           | 3R           | 1R           | 2R           | A            | 5–4   |
| Pekín                            | A     | 1R           | A            | 2R           | 2R           | 3R           | 3R           | A            | 2R           |              | 7–5   |
| Berlín                           | 2R    | No disputado | No disputado | No disputado | No disputado | No disputado | No disputado | No disputado | No disputado | No disputado | 1–1   |
| Ganados-Perdidos                 | 4–4   | 1–3          | 0–2          | 3–1          | 3–3          | 4–3          | 5–3          | 7–3          | 2–4          | 0–0          | 29–25 |
| Torneos Premier 5                |       |              |              |              |              |              |              |              |              |              |       |
| Dubái / Doha                     | A     | A            | 2R           | A            | 1R           | A            | A            | 2R           | 1R           | A            | 2–4   |
| Roma                             | A     | A            | A            | A            | 1R           | 2R           | 1R           | 2R           | 1R           | A            | 2–5   |
| Canadá                           | 1R    | A            | A            | A            | 2R           | A            | 3R           | 3R           | A            |              | 4–4   |
| Cincinnati                       | TIII  | A            | 1R           | 1R           | A            | 1R           | 3R           | 1R           | A            |              | 2–5   |
| Tokio / Wuhan                    | TI    | 2R           | A            | A            | 1R           | A            | 2R           | A            | 1R           |              | 2–4   |
| Ganados-Perdidos                 | 0–1   | 1–1          | 1–2          | 0–1          | 0–4          | 1–2          | 5–4          | 4–4          | 0–3          | 0–0          | 12–22 |
| Estadísticas anuales             |       |              |              |              |              |              |              |              |              |              |       |
| Torneos Jugados                  | 18    | 18           | 9            | 15           | 19           | 19           | 22           | 19           | 23           | 2            |       |
| Ganados-Perdidos                 | 17–20 | 31–18        | 4–9          | 35–12        | 17–21        | 34–18        | 27–18        | 22–20        | 16–23        | 2–2          |       |
| Victorias %                      | 46%   | 63%          | 31%          | 74%          | 45%          | 66%          | 60%          | 52%          | 41%          | 50%          |       |
| Ranking de fin de año            | 54    | 23           | 179          | 15           | 37           | 15           | 27           | 32           | 92           |              |       |

Notas
1. ↑  El primer evento Premier 5 del año se ha ido turnando entre Dubái y Doha desde 2009. Dubái estuvo clasificado como Premier 5 de 2009 a 2011 y luego lo estuvo Doha de 2012 a 2014. Desde 2015 ambos torneos empezaron alternar dicha categoría anualmente, intercambiando entre Premier 5 y Premier, empezando por Dubái ese año.
2. ↑  El último torneo Premier 5 de año solía ser Tokio hasta 2014, cuando fue reemplazado por Wuhan.

## Estadísticas

### Victorias sobre jugadorastop 20por temporada
| Leyenda: Antes de 2009     | Leyenda: A partir de 2009 |
| -------------------------- | ------------------------- |
| Grand Slam (11)            |                           |
| Juegos Olímpicos (0)       |                           |
| WTA Tour Championships (0) |                           |
| Fed Cup (1)                |                           |
| Tier I (2)                 | Premier Mandatory (6)     |
| Tier II (0)                | Premier 5 (3)             |
| Tier III (0)               | Premier (10)              |
| Tier IV & V (0)            | International (1)         |

| #    | Jugador             | Ranking | Torneo/locación              | Superficie  | Ronda            | Marcador            |
| ---- | ------------------- | ------- | ---------------------------- | ----------- | ---------------- | ------------------- |
| 2008 |                     |         |                              |             |                  |                     |
| 1.   | Dinara Safina       | N.º 16  | Melbourne, Australia         | Dura        | 1.ª ronda        | 7–6(4), 4–6, 6–2    |
| 2.   | Anna Chakvetadze    | N.º 6   | Miami, Estados Unidos        | Dura        | 3.ª ronda        | 7–5, 6–1            |
| 3.   | Shahar Peer         | N.º 18  | Berlín, Alemania             | Arcilla     | 1.ª ronda        | 7–5, 6–1            |
| 2009 |                     |         |                              |             |                  |                     |
| 4.   | Venus Williams      | N.º 5   | Charleston, Estados Unidos   | Arcilla     | 3.ª ronda        | 6–4, 7–6(5)         |
| 5.   | Marion Bartoli      | N.º 13  | Charleston, Estados Unidos   | Arcilla     | Semifinales      | 6–3, 6–1            |
| 6.   | Caroline Wozniacki  | N.º 12  | Charleston, Estados Unidos   | Arcilla     | Final            | 6–2, 6–4            |
| 7.   | Jie Zheng           | N.º 16  | Frankfurt, Alemania          | Arcilla     | Fed Cup, Repesca | 6–4, 2–6, 6–4       |
| 8.   | Patty Schnyder      | N.º 20  | Stuttgart, Alemania          | Arcilla (i) | 1.ª ronda        | 6–4, 6–3            |
| 9.   | Svetlana Kuznetsova | N.º 5   | Wimbledon, Reino Unido       | Césped      | 3.ª ronda        | 6–2, 7–5            |
| 10.  | Caroline Wozniacki  | N.º 9   | Wimbledon, Reino Unido       | Césped      | 4.ª ronda        | 6–4, 6–4            |
| 2011 |                     |         |                              |             |                  |                     |
| 11.  | Marion Bartoli      | N.º 12  | Charleston, Estados Unidos   | Arcilla     | 2.ª ronda        | 6–2, 6–3            |
| 12.  | Li Na               | N.º 6   | Stuttgart, Alemania          | Arcilla (i) | 2.ª ronda        | 6–4, 7–5            |
| 13.  | Shuai Peng          | N.º 20  | Birmingham, Reino Unido      | Césped      | Semifinales      | 6–3, 6–1            |
| 14.  | Li Na               | N.º 4   | Wimbledon, Reino Unido       | Césped      | 2.ª ronda        | 3–6, 6–4, 8–6       |
| 15.  | Marion Bartoli      | N.º 9   | Wimbledon, Reino Unido       | Césped      | Cuartos de final | 6–4, 6–7(7), 6–1    |
| 16.  | Samantha Stosur     | N.º 10  | Stanford, Estados Unidos     | Dura        | 2.ª ronda        | 6–3, 7–5            |
| 17.  | Agnieszka Radwanska | N.º 14  | Stanford, Estados Unidos     | Dura        | Cuartos de final | 7–6(4), 2–6, 6–2    |
| 2012 |                     |         |                              |             |                  |                     |
| 18.  | Svetlana Kuznetsova | N.º 19  | Melbourne, Australia         | Dura        | 3.ª ronda        | 2–6, 6–4, 6–2       |
| 19.  | María Sharápova     | N. 1    | Wimbledon, Reino Unido       | Césped      | 4.ª ronda        | 6–4, 6–3            |
| 2013 |                     |         |                              |             |                  |                     |
| 20.  | Lucie Safarova      | N. 17   | Brisbane, Australia          | Dura        | 1.ª ronda        | 6–2, 6–4            |
| 21.  | Jelena Jankovic     | N.º 18  | Stuttgart, Alemania          | Arcilla (i) | 2.ª ronda        | 7–6(3), 7–5         |
| 22.  | Dominika Cibulkova  | N.º 15  | Madrid, España               | Arcilla     | 2.ª ronda        | 7–6(4), 7–6(3)      |
| 23.  | Samantha Stosur     | N.º 13  | Wimbledon, Reino Unido       | Césped      | 3.ª ronda        | 4–6, 6–2, 6–1       |
| 24.  | Serena Williams     | N.º 1   | Wimbledon, Reino Unido       | Césped      | 4.ª ronda        | 6–2, 1–6, 6–4       |
| 25.  | Agnieszka Radwańska | N.º 4   | Wimbledon, Reino Unido       | Césped      | Semifinales      | 6–4, 2–6, 9–7       |
| 2014 |                     |         |                              |             |                  |                     |
| 26.  | Ana Ivanović        | N.º 11  | Wimbledon, Reino Unido       | Césped      | 3.ª ronda        | 6–4, 3–6, 6–1       |
| 27.  | Sara Errani         | N.º 15  | Montreal, Canadá             | Dura        | 1.ª ronda        | 6–1, 7–5            |
| 28.  | Sara Errani         | N.º 15  | Cincinnati, Estados Unidos   | Dura        | 2.ª ronda        | 6–4, 2–6, 7–6(2)    |
| 29.  | Lucie Safarova      | N.º 15  | Wuhan, China                 | Dura        | 1.ª ronda        | 7–5, 2–6, 6–3       |
| 30.  | Eugenie Bouchard    | N.º 7   | Pekín, China                 | Dura        | 2.ª ronda        | 6–2, 6–4            |
| 2015 |                     |         |                              |             |                  |                     |
| 31.  | Sara Errani         | N.º 12  | Indian Wells, Estados Unidos | Dura        | 2.ª ronda        | 6–4, 6–2            |
| 32.  | Flavia Pennetta     | N.º 16  | Indian Wells, Estados Unidos | Dura        | Cuartos de final | 6–4, 6–7(3), 7–6(4) |
| 33.  | Ana Ivanović        | N.º 6   | Miami, Estados Unidos        | Dura        | 3.ª ronda        | 7–6(4), 7–5         |
| 34.  | Sara Errani         | N.º 13  | Miami, Estados Unidos        | Dura        | 4.ª ronda        | 6–1, 6–2            |

### Ganancias anuales
| Año            | Ganancias($)                                                                                              | Ranking WTA en ganancias                                                                             |
| 2005–07        | 41 585 (enlace roto disponible en Internet Archive; véase el historial, la primera versión y la última).  | – (enlace roto disponible en Internet Archive; véase el historial, la primera versión y la última).  |
| 2008           | 231 564 (enlace roto disponible en Internet Archive; véase el historial, la primera versión y la última). | 75 (enlace roto disponible en Internet Archive; véase el historial, la primera versión y la última). |
| 2009           | 591 638                                                                                                   | 33                                                                                                   |
| 2010           | 111 897 (enlace roto disponible en Internet Archive; véase el historial, la primera versión y la última). | - |
| 2011           | 967 634                                                                                                   | 17                                                                                                   |
| 2012           | 620 670                                                                                                   | 26                                                                                                   |
| 2013           | 1 748 833                                                                                                 | 13                                                                                                   |
| 2014           | 1 034 396                                                                                                 | 25                                                                                                   |
| 2015           | 327 626                                                                                                   | 16                                                                                                   |
| Total carrera* | 5 677 843                                                                                                 | 58                                                                                                   |

*Para el 23 de marzo de 2015.